# Scythropochroa cyclophora
Scythropochroa cyclophora är en tvåvingeart som beskrevs av Edwards 1929. Scythropochroa cyclophora ingår i släktet Scythropochroa och familjen sorgmyggor.
Artens utbredningsområde är Filippinerna. Inga underarter finns listade i Catalogue of Life.